# Lieftinckana plagiata
Lieftinckana plagiata is een halfvleugelig insect uit de familie schuimcicaden (Cercopidae). De wetenschappelijke naam van deze soort is voor het eerst geldig gepubliceerd in 1955 door Lallemand & Synave.